# 鼎立資本
鼎立資本有限公司（英語：DT Capital Limited，港交所：0356），前身為「俊科投資有限公司」和「INCUTECH INVESTMENTS LIMITED」，於2002年3月26日設立。
現時業務為主要投資上市和非上市公司企業。該公司在2002年6月7日於港交所主板上市。招股價為1港元，發行新股為3000萬股，集資額為3000萬港元。
而在2008年6月30日被港交所停牌，其後進入除牌第一階段。
直至2013年5月6日，由SHARP YEARS LIMITED和HUGO LUCKY LIMITED進行以0.1港元收購，配售10億股，總代價為1,500,000港元，包括投資者陳佩君、梁景裕等。
2014年7月28日，董達華及鄔鎮華退任董事。

## 連結
- hklistedco.com/hklco.asp?PD=Home&sc=00356